# Alessio Ascalesi
Alessio Ascalesi C.PP.S., italijanski rimskokatoliški duhovnik, škof in kardinal, * 22. oktober 1872, Casalnuovo, † 11. maj 1952, Neapelj.

## Življenjepis
8. junija 1895 je prejel duhovniško posvečenje.
29. aprila 1909 je bil imenovan za škofa Muro Lucana in 8. avgusta istega leta je prejel škofovsko posvečenje. Pozneje je postal še škofa Sant'Agate de' Goti (19. junija 1911) in nadškof Beneventa (9. december 1915).
4. decembra 1916 je bil povzdignjen v kardinala in imenovan za kardinal-duhovnika S. Callisto.
7. marca 1924 je postal nadškof Neaplja.